# Neocreacionismo
El Neocreacionismo es un movimiento con el objetivo de reafirmar el creacionismo en unos términos con más probabilidades de ser bien recibido por el público, los políticos, los educadores y la comunidad científica. Su objetivo es encuadrar el debate sobre los orígenes de la vida en términos no religiosos y sin apelaciones a las Escrituras. Tiene su origen en una respuesta de los creacionistas en la sentencia del caso Edwards contra Aguillard de 1987 de la Corte Suprema de Estados Unidos que dice que el creacionismo es un concepto inherentemente religioso y que defenderlo como «correcto» o «preciso» en los planes de estudio de las escuelas públicas viola la Cláusula de Establecimiento de la Primera Enmienda a la Constitución de los Estados Unidos.
Una de sus principales afirmaciones es que la ciencia sería solo aparentemente objetiva, presentándose de una manera ortodoxa y basada solo en el naturalismo; por lo cual se comportaría en realidad como una "religión" dogmática atea. Para ello, sus defensores argumentan que el método científico aplicado por la comunidad científica excluiría ciertas explicaciones de los fenómenos, sobre todo cuando apuntan a elementos sobrenaturales (que no estudian las ciencias naturales), y por ello excluye así efectivamente una visión religiosa que contribuiría a la comprensión del universo. Esto conduce a una oposición abierta y con frecuencia hostil a lo que ellos llaman «darwinismo», que normalmente se entiende referido a la evolución, pero que se puede extender a conceptos como la abiogénesis, la evolución estelar y la teoría del Big Bang.
Las organizaciones neocreacionistas más conocidas en los EE. UU. son el Discovery Institute y su Center for Science and Culture.  Sin embargo a pesar de sus críticas, los neocreacionistas aún no han establecido una  verdadera línea reconocida de investigación científica, y por ello hasta ahora no tienen legitimidad científica ni académica, incluso entre muchos académicos de universidades cristianas evangélicas.
El neocreacionismo está considerado por Eugenie Scott y otros críticos como la forma más exitosa de irracionalismo. La principal "teoría" del neocreacionismo es la "teoría" del diseño inteligente. Una segunda teoría es la aparición súbita que afirma que la primera vida y el universo aparecieron bruscamente, y que las plantas y los animales aparecieron de repente con formas complejas.

## Causas
El movimiento neocreacionista está motivado por el temor de los creacionistas de que la religión está siendo atacada por los estudios sobre la evolución. Un argumento común en las justificaciones neocreacionistas es que la sociedad ha sufrido «consecuencias culturales devastadoras» a partir de la adopción del materialismo, y que la ciencia es la causa de esta decadencia hacia el materialismo ya que la ciencia busca explicaciones sólo naturales. Creen que la teoría de la evolución implica que los humanos no tengan naturaleza espiritual, ningún propósito moral, y ningún significado intrínseco, y por tanto que la aceptación de la evolución devalúa la vida humana que conduce directamente a las atrocidades cometidas, por ejemplo, por el régimen nazi de Hitler. Los partidarios del movimiento tratan de «derrotar la visión del mundo materialista», representada por la teoría de la evolución, a favor de «una ciencia en consonancia con las convicciones cristianas y teístas». Phillip E. Johnson, «padre» del movimiento del diseño inteligente, establece que el objetivo del movimiento es «afirmar la realidad de Dios».

## Tácticas
Gran parte de los esfuerzos de los neocreacionistas en respuesta a la ciencia consiste en hacer polémicas destacando las lagunas en la comprensión o inconsistencias menores presentes en la bibliografía sobre biología para, a continuación, hacer declaraciones sobre lo que puede o no puede suceder en los sistemas biológicos. Los críticos con el neocreacionismo sugieren que la “ciencia” neocreacionista consiste en citar fuera de contexto bibliografía sobre biología (incluyendo la obsoleta) con equívocos menores o incoherencias; o en polemizar con ejemplos sobre los argumentos internos. Estos desacuerdos internos, fundamentales para el funcionamiento de todas las ciencias naturales, se presentan después de manera espectacular al público como prueba de la falsedad y el colapso inminente del «darwinismo». Los críticos sugieren que los neocreacionistas utilizan este método de forma rutinaria para aprovecharse de cuestiones técnicas de la biología y de la teoría de la evolución en su propio beneficio, basándose en un público que no tiene un conocimiento científico adecuado y suficiente para seguir los detalles complejos y a menudo difíciles. Robert T. Pennock argumenta que los partidarios del diseño inteligente son «fabricantes de discordia» con el fin de explicar la ausencia de debate científico en sus afirmaciones: «Las afirmaciones “científicas” de estos neocreacionistas como Johnson, Denton y Behe se basan, en parte, en la idea de que estas cuestiones [sobre la evolución] son el objeto de un debate suprimido por los biólogos(...). Según los neocreacionistas, la aparente ausencia de este debate y el rechazo casi universal a las reclamaciones neocreacionistas se deben a una conspiración entre los biólogos profesionales en lugar de a una carencia de mérito científico».
Eugenie Scott describe el neocreacionismo como «una mezcla de estrategias antievolución provocadas por las decisiones judiciales contra las leyes de igualdad de tiempo». Estas decisiones legales (en el caso McLean contra Arkansas y en el caso Edwards contra Aguillard) condenaron la enseñanza de la ciencia de la creación como alternativa a la evolución en las clases de ciencia de las escuelas públicas. Scott considera el diseño inteligente, y las diferentes estrategias de sus partidarios, como las campañas «Teach the Controversy» (en español, «Enseña la controversia») y «Critical Analysis of Evolution» (en español, «Análisis crítico de la evolución») como los principales ejemplos del neocreacionismo.
Los neocreacionistas generalmente rechazan el término «neocreación», alegando que es un término peyorativo. Cualquier vinculación de sus puntos de vista con el creacionismo socavaría su objetivo de ser vistos como defensores de una nueva forma de ciencia. En su lugar, se presentan ante su público no científico como los conductores de la ciencia válida, a veces mediante la redefinición de la ciencia para satisfacer sus necesidades. Esto ha sido rechazado por la gran mayoría de los científicos profesionales reales. Sin embargo, los neocreacionistas aseveran cuando presentan y conducen «la ciencia válida» que ésta es igual o superior a la teoría de la evolución, pero que todavía tienen que producir investigaciones científicas reconocidas y pruebas que apoyen sus afirmaciones. En su lugar, la mayoría de las obras neocreacionistas son publicaciones dirigidas al público general, a los legisladores y a los responsables políticos. Gran parte de este trabajo publicado es polémico por naturaleza, donde se discute y se contradice lo que ven como una «ortodoxia científica», que escuda y protege al «darwinismo», mientras que ataca y ridiculiza supuestas alternativas como el diseño inteligente. Ejemplos de polémicas neocreacionistas incluyen el Documento Wedge del Discovery Institute, el libro «Darwin on Trial" (en español, «Darwin a juicio») de Phillip E. Johnson, y el libro «From Darwin to Hitler» (en español, «De Darwin a Hitler») de Richard Weikart. La investigación para elaborar el libro de Weikar fue financiada y promovida por el Discovery Institute. Ambos, Johnson y Weikart, están afiliados al Discovery Institute: Johnson es asesor de programa, y Weikart es miembro.

## Críticas
Respecto a las críticas existentes hacia el neocreacionismo, los nombres que son mencionados a continuación hacen explícitas las conexiones existentes entre el creacionismo tradicional, el neocreacionismo y el diseño inteligente. 
- Barbara Forrest, coautora de Creationism's Trojan Horse: The Wedge of Intelligent Design]] (ISBN 0-19-515742-7).
- John Haught, teólogo de la Universidad de Georgetown.
- Chris Mooney, periodista autor de The Republican War on Science (ISBN 0-465-04675-4).
- Massimo Pigliucci.[38]
- Eugenie C. Scott[39]
- Robert T. Pennock

Del mismo modo, las posturas radicales del neocreacionismo han sido criticadas también por otros grupos de creyentes cristianos, que a pesar de creer en Dios, no consideran la literalidad de la Biblia (considerando que los capítulos del Génesis habría que tratarlos más bien como una forma de parábolas); y por ello no consideran la evolución como una teoría que busque ir en contra de la religión, por lo que no están en contra de ellas. A partir de ello se trata de establecer una unión o acercamiento más natural entre la creencia en un Dios y las leyes científicas. Entre estas posturas que conforman un creacionismo proevolución, denominado creacionismo evolutivo, destaca la postura de la Evolución teísta.
Destaca también que dentro de los críticos religiosos, no todos los críticos del neocreacionismo están del lado de la evolución en este debate. Henry M. Morris, un destacado creacionista de la Tierra Joven, aceptó el término, pero se opuso a la lógica del neocreacionismo por la sencilla razón de que no abarca la Biblia. El Baptist Center for Ethics (en español, Centro Bautista para la Ética) pide a los «bautistas a comprometerse de nuevo con la separación de Iglesia y Estado, y que mantendrán las escuelas públicas libres de la presión coercitiva que promueve la fe sectaria, como las oraciones escolares escritas por el Estado y la enseñanza de la neocreacionismo...».